# Ганс Керрль
Не плутати з офіцером поліції і підприємцем!
Ганс Керрль (нім. Hanns Kerrl) — німецький політик, державний діяч Третього Рейху. Міністр без портфеля у першому уряді Гітлера. Після приходу нацистів до влади Керрл був призначений прусським міністром юстиції і одночасно рейхсміністром без портфеля, рейхсміністр по справах церкви (1935—1941), опергруппенфюрер СА.

## Біографія
Народився 11 грудня 1887 року в Фаллерслебензі в родині викладача лютеранської школи. Під час Першої світової війни служив лейтенантом.
Ганс Керрль приєднався до нацистської партії (НСДАП) у 1923 році, і незабаром пішов у регіональну політику.
17 червня 1934 року став рейхсміністом без портфелю. У наступному році, 16 липня 1935 він був призначений рейхсміністром по справах церкви, щоб очолити новостворене міністерство.
Керрль вважався одним із м'яких нацистів. Тим не менш, виступаючи перед декількома прихильниками церковних лідерів у 1935 році, він виявив зростаючу ворожнечу режиму до церкви, коли він заявив: «Позитивне християнство — націонал-соціалізм». Він також тиснув більшість протестантських пасторів на клятву про вірність Гітлеру.
Помер 15 грудня 1941 року. Адольф Гітлер не призначив наступника.

## Нагороди
- Залізний хрест 2-го і 1-го класу
- Хрест «За військові заслуги» (Брауншвейг)
- Почесний хрест ветерана війни з мечами
- Почесна пов'язка СА
- Золотий партійний знак НСДАП